# Tananas
I Tananas sono una band sudafricana formata nel 1987, originalmente composta da Gito Baloi (basso elettrico e voce), Ian Herman (batteria e percussioni) e Steve Newman (chitarra acustica).
Hanno registrato il loro primo lavoro, l'eponimo Tananas, per l'etichetta indipendente Shifty Records ed in tutto hanno realizzato otto album, due dei quali pubblicati dalla Sony. Il loro genere musicale è influenzato da vari generi come il jazz, la salsa mozambicana ed il mbaqanga.
Hanno collaborato con vari importanti musicisti, tra cui Paul Simon, Sting e George Duke, ed hanno condiviso il palco con artisti quali Bonnie Raitt, Suzanne Vega e Youssou N'dour.
La band è stata sciolta ufficialmente nel 1993 ma si è riunita varie volte in seguito, fino alla morte di Gito Baloi avvenuta nel 2004.

## Componenti
- Steve Newman, chitarra
- Gito Baloi, basso elettrico e voce
- Ian Herman, batteria e percussioni

## Discografia
- 1988 - Tananas
- 1990 - Spiral
- 1994 - Orchestra Mundo
- 1994 - Time
- 1996 - Unamunacua
- 1997 - The Collection
- 1999 - Seed
- 2001 - Alive in Jo'burg